# Leïla Menchari
Leïla Menchari (Protectorado francés de Túnez, 27 de septiembre de 1927 - Túnez, 4 de abril de 2020) fue una diseñadora y decoradora tunecina.

## Biografía
Menchari nació en Túnez en 1927. Su padre era abogado y su madre, Habiba Menchari, era conocida por sus conferencias sobre el empoderamiento femenino. Cuando era adolescente, conoció a Jean y Violet Henson, quienes le presentaron a Menchari la horticultura y la ayudaron a conocer artistas como Man Ray, Jean Cocteau, Christian Bérard y Serge Lifar. En 1943, ingresó en el Instituto de Bellas Artes de Túnez, siendo la primera mujer en ser admitida en esta institución,  y en la École nationale supérieure des Beaux-Arts en 1948.
En París, conoció a su compatriota Azzedine Alaïa. También conoció a Guy Laroche, quien la ayudó a convertirse en modelo estrella. Sin embargo, dejó el negocio de Laroche después de la muerte de su madre y se convirtió en decoradora de la sede de Hermès International en la rue du Faubourg Saint-Honoré. Trabajó para Hermès como decoradora durante más de cincuenta años.  
Fue célebre por la decoración de las vidrieras y escaparates que realizó 4 veces por año para Hermès en París desde 1978 hasta el 2013.
También diseñó guantes, bolsos y ropa, incluido un abrigo usado por la actriz María Félix. Sus otras responsabilidades incluían la supervisión de la fábrica de vidrio Saint-Louis.

## Reconocimientos
Fue nombrada Caballero de la Orden del Mérito por el gobierno de Francia en 1995.

## Fallecimiento
Leïla Menchari murió el 4 de abril de 2020 en Hammamet, Túnez, debido a COVID-19 causado por el virus del SARS-CoV-2 durante la pandemia de enfermedad por coronavirus.

## Exposición
- Hermès à tire-d'aile - les mondes de Leïla Menchari (2017, Grand Palais, Paris)[11]